# M2 (миномёт)
M2 Mortar — 60-мм ротный миномёт США, являлся лицензионной копией французского миномёта Brandt Mle 1935. 

## История
Патент и лицензия на производство Brandt Mle 1935 приобретены у французского инженера Эдгара Брандта. Представляет собой гладкоствольную жёсткую систему, заряжание производится с дула.
Производство первой партии из 1500 шт. миномётов было начато в январе 1940 года.
Миномёт состоял на вооружении армии США, применялся в ходе Второй мировой войны, Корейской войны и войны во Вьетнаме. После окончания Второй Мировой войны поставлялся странам-союзникам США, использовался армией Сальвадора в гражданской войне 1979—1992.
Во время Корейской войны 1950-1953 гг. 60-мм миномёты являлись основным типом миномётов пехотных дивизий США (каждой пехотной дивизии по штату полагалось 84 60-мм миномёта) и созданных по их образцу пехотных дивизий южнокорейской армии (по довоенным штатам каждой пехотной дивизии полагалось 108 шт. 60-мм миномётов, с 15 сентября 1950 года - 84 шт.), однако в ходе боевых действий на Корейском полуострове была выявлена слабость и недостаточная эффективность 60-мм миномётов в условиях горного рельефа. Трофейные 60-мм миномёты в 1950-1952 гг. использовали подразделения КНДР и КНР, но после стабилизации линии фронта и перехода к позиционной войне они были заменены более эффективными советскими 82-мм, 107-мм и 120-мм миномётами.

## ТТХ

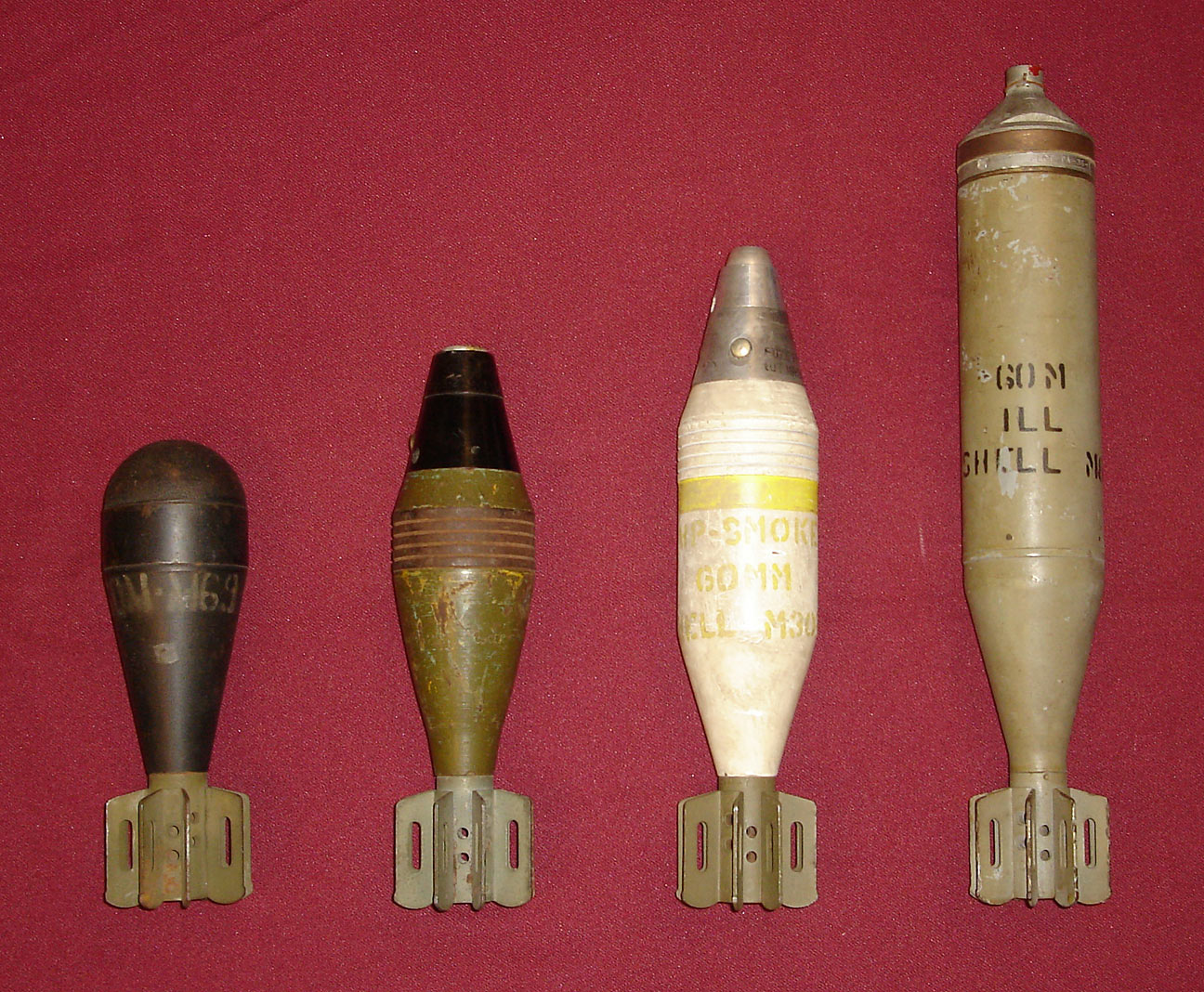
60-мм мины: слева направо — M69, M49A2, M302 (дымовая), M83 (тяжёлая)

Представляет собой гладкоствольную жёсткую систему, зарядка которой производится с дула.
- По горизонтали 7°
- Вес мины M69 — 1,33 кг (2,94 фунта)
- 60-мм миномет Mle1935 был выполнен по схеме «мнимого треугольника» и имел простую конструкцию: гладкостенная труба длиной 725 мм опиралась на прямоугольную массивную опорную плиту и поддерживалась двуногой.
- Двуногa, в свою очередь, оснащалась подъемным механизмом, выравнивателем и винтовой рейкой, которая позволяла в определенных незначительных пределах осуществлять горизонтальное наведение.
- Грубое вертикальное наведение осуществлялось перемещением двуноги.
- На нижней поверхности опорной плиты были выполнены приливы, играющих роль сошников и устраняющих возможность её скольжения по грунту.
- Для облегчения толчков на двуногу в момент выстрела к винтовому рельсу был прикреплён амортизатор, который состоял из двух цилиндров с вложенными в них штоками и пружинами.
- Выпрямитель служил для устранения бокового сваливания миномета.
- Углы вертикального наведения составляли от + 45 ° до + 83 °.
- Углы горизонтального наведения зависели от подъёма ствола и составили: 11 ° при угле возвышения ствола + 45 °, 13,5 ° при угле возвышения ствола 60 ° и 20,5 ° при угле возвышения + 75 °.
- Выстрел происходил путём «самонакола» мины под действием собственного веса на неподвижно закреплённый боёк миномета.

## Варианты и модификации
- Brandt Mle 1935 — оригинальный миномёт: поступил на вооружение французской армии в 1937 году.
- тип 31 — нелицензионная копия производства гоминьдана[4], применялись в ходе войны в Корее
- Minobacač 60 mm M57 — югославский миномёт обр. 1957 года[5], производится в Сербии[6].

## Страны-эксплуатанты
- Австралия — миномёты М2 были получены во время второй мировой войны, они также использовались в ходе войны в Корее и войны во Вьетнаме[7]
- Венесуэла — в ходе второй мировой войны по программе ленд-лиза из США были получены 29 миномётов М2 и 3000 мин к ним;
- Вьетнам — в ходе войны во Вьетнаме трофейные 60-мм миномёты M2 использовались партизанами НФОЮВ и подразделениями Вьетнамской народной армии[8]
- Гаити — в ходе второй мировой войны по программе ленд-лиза из США были получены 9 миномётов М2 и 1100 мин к ним;
- Гондурас - по состоянию на начало 2011 года, в вооружённых силах страны имелось 83 шт. миномётов М2[9]
- Китайская Республика[4] - в ходе второй мировой войны по программе ленд-лиза из США для армии гоминьдана были поставлены 4183 миномёта М2, а также вьюки для их переноски и миномётные мины к ним; в 1960е годы снятые с вооружения миномёты "тип 31" продавались на экспорт[10]
- Китай - некоторое количество трофейных миномётов "тип 31" использовалось в ходе гражданской войны в Китае, но позднее они были сняты с вооружения[4]
- Коста-Рика — в ходе второй мировой войны по программе ленд-лиза из США были получены четыре миномёта М2 и 600 мин к ним;
- Куба — по программе ленд-лиза из США были получены два миномёта М2 и 704 миномётные мины к ним; после войны ещё некоторое количество было поставлено из США (до марта 1958 года правительство Ф. Батисты могло закупать их в кредит[11]; повстанцы Ф. Кастро захватили первый 60-мм миномёт с боеприпасами 21 июня 1958 года в районе Эль-Хигуэ[12], в ходе слушаний в конгрессе США в марте 1964 года было упомянуто, что у партизан Ф. Кастро оказались по меньшей мере пять 60-мм миномётов М2, поставленных из США на Кубу в 1957 году, а также боеприпасы к ним)[13], ещё 36 шт. США передали для "бригады 2506" (и после разгрома бригады в боях 17-18 апреля 1961 года у Плая-Хирон эти минометы и 416 шт. мин к ним также оказались в распоряжении кубинских войск)[14]
- Никарагуа — в ходе второй мировой войны по программе ленд-лиза из США были получены четыре миномёта М2 и 516 мин к ним;
- Панама — находились на вооружении вооружённых сил Панамы до декабря 1989 года, когда в ходе вторжения США в Панаму все панамские вооружённые формирования были разоружены и расформированы[15]
- Сальвадор — в 1981 году прибывшие в Сальвадор военные советники США начали обучение военнослужащих сальвадорской армии обращению с 60-мм миномётами М2, которые были переданы для вооруженных сил Сальвадора по программе военной помощи[16]
- США - в январе 1940 года для армии США были заказаны первые 1500 шт. миномётов, в 1978 году миномёты М2 были сняты с вооружения в связи с заменой на 60-мм миномёты М224, но и в дальнейшем оставались на хранении[7]. Кроме того, миномёты М2 до настоящего времени разрешены в качестве исторического коллекционного оружия[17]
- Турция — по состоянию на 2013 год, на вооружении сил специальных операций Турции[18]
- Филиппины[19]
- Южная Корея — первые 417 шт. 60-мм миномётов и 350 000 шт. миномётных мин к ним были переданы по программе военной помощи из США формируемой южнокорейской армии 30 июня 1949 года[20]. В дальнейшем, в стране был освоен выпуск 60-мм миномётов и боеприпасов к ним[21]
- Южный Вьетнам — в конце 1963 года объемы военной помощи США были увеличены, и до конца 1964 года было поставлено 2700 шт. 60-мм миномётов М2 с боеприпасами[22]; в общей сложности, до конца Вьетнамской войны в 1975 году южновьетнамской армии по программе военной помощи из США было поставлено 12 тысяч 60-мм, 81-мм и 90-мм американских миномётов[23]